# Espergærde Gymnasium
Espergærde Gymnasium og HF (forkortet: EG) er en uddannelsesinstitution med gymnasium og hf i Espergærde syd for Helsingør og er i øjeblikket et af Danmarks største gymnasier med omkring 1.150 elever.

## Historie
Institutionen EG blev stiftet i 1439. Gymnasiet har gennem de sidste århundereder ligget på mange forskellige adresser i Helsingør Kommune, og det har båret mange forskellige navne. Fra 1807 gik gymnasiet under navnet Helsingør Latinskole og var placeret i centrum af Helsingør på adressen Kongensgade 12. Fra 1843 til 1883 hed skolen Helsingørs højere Realskole, hvorefter den både var latin- og realskole indtil 1897. Realskolen havde ligeledes adresse på Kongensgade 12  .
Helt frem til 1970'erne lå gymnasiet stadig i Helsingør og bar navnet Helsingør Gymnasium, men i 1978 opstod behovet for et ekstra gymnasium i Helsingør Kommune. Dette førte til oprettelsen af et nyt gymnasium og den gamle institution skiftede navn fra Helsingør Gymnasium til Espergærde Amtsgymnasium og flyttede et par kilometer sydpå til nye bygninger i Espergærde. Det nuværende Helsingør Gymnasium overtog de gamle bygninger samt navnet Helsingør Gymnasium.

## Rolle i forbindelse med etableringen af håndbold
Institutionen tilskrives en stor rolle i forbindelse med etableringen af sportsgrenen Håndbold, hvor den daværende lektor Rasmus Nicolaj Ernst var med til at opfinde sporten. Dengang gik institutionen under navnet Helsingør højere Almenskole og var placeret på hjørnet mellem Trækbanen og kongevejen i det centrale Helsingør. Verdens første registrerede håndboldkamp fandt sted i 1907 i Helsingør, og opgøret stod mellem Helsingør højere Almenskole, og Ordrup højere Almenskole.

## EGMUN
Hvert år afholder Espergærde Gymnasium en international konference kaldet EGMUN. Det er et FN-projekt med gymnasieelver fra 8 forskellige lande. Konferencen består i en simulering af et rigtigt FN-topmøde med eleverne som de deltagende. Det er en del af det verdensomspændende projekt Model United Nations.
EGMUN har eksisteret siden 2003 og har mere end 300 deltagere.
EGMUN's åbningskonference afholdes på et historisk sted i København. Tidligere har Børsen og Odd Fellow Palæet og Ny Carlsberg Glyptotek dannet ramme for åbningskonferencen. Undervisningsministeren holder en af åbningstalerne.
Gennem topmødet besøger flere prominente personer konferencen som talere. I 2009 holdt blandt andet Mogens Lykketoft og den daværende undervisningsminister Bertel Haarder en tale. I 2010 talte prinsesse Marie og undervisningsminister Tina Nedergaard til åbningsceremonien på Ny Carlsberg Glyptotek 

## Kendte studenter og lektorer
- H.C. Andersen (under navnet Helsingør Latinskole)[3], forfatter

- Rasmus Nicolaj Ernst, opfinder af sportsgrenen Håndbold (under navnet Helsingør højere Almenskole) (lektor)
- 1960: Mogens Munk Rasmussen, erhvervsmand (under navnet Helsingør Gymnasium)
- 1966: Klaus Eusebius Jakobsen, cand.mag. i historie og samfundsfag fra Københavns Universitet og rektor for Herlufsholm Skole
- 1971: Pia Tafdrup, forfatterinde (under navnet Helsingør Gymnasium)
- 1978: Carsten Bo Jensen, forfatter, musiker, sangskriver og producer og politiker, MF
- 1979: Stine Bosse, forretningskvinde
- ca. 1983: Kim Bodnia, skuespiller
- 1989: Maria Montell, sangerinde
- 1999: Anders Heinrichsen, Skuespiller
- 2001: Mads Junker, fodboldspiller (student)
- 2001: Simon Nøiers, Skuespiller (student)
- 2002: Marlene Harpsøe, politiker & MF (student)
- 2009: Simon Nøhr Munk, skuespiller (student)
- 2010: Mikkel Sundø, skuespiller (student)
- 2011: Patrick Alexander Bech Madsen aka. Sekuoia, musiker (student)
- ca. 2011: Emil Berggreen, fodboldspiller (student)
- 2013: Sebastian Fleischer, windsurfer (student)
- Anders Bartholdy, vejrvært på Danmarks Radio (både student og lektor)
- Bo Reinholdt, forfatter (lektor), cand.mag. i dansk og latin fra Københavns Universitet